# 정오각별
정오각별(영어: Regular Pentagram) 또는 정오각성(正五角星)이란 정오각형의 각 꼭짓점을 이었을 때 나오는 별 모양의 도형이다. 각 꼭짓점의 총합은 1440°이며, 피타고라스의 별이라고도 불린다.